# Josephine Mitchell
Josephine Margaret Mitchell (* 30. Juni 1912 in Edmonton; † 28. Dezember 2000 in Grand Island) war eine kanadisch-US-amerikanische Mathematikerin und Hochschullehrerin.

## Leben und Werk
Mitchell studierte Mathematik an der University of Alberta (Bachelor 1935), erhielt ihren Master-Abschluss 1941 am Bryn Mawr College in Pennsylvania, an dem sie 1942 bei Hilda Geiringer mit der Dissertation On Double Sturm-Liouville Series promoviert wurde. Sie unterrichtete an kleinen Colleges und erhielt 1948 eine Stelle an der University of Illinois. 1953 heiratete sie den Mathematiker Lowell Schoenfeld. Die University of Illinois teilte Mitchell daraufhin mit, dass ihre Stelle aufgrund der damals gängigen Nepotismus-Regeln nicht erneuert werden könne (ihr Ehemann Lowell Schoenfield war ebenfalls an der Universität angestellt), und das obwohl ihr Ehemann nach ihr an die Universität kam. Beide protestierten vergeblich außer an ihrer Universität unter anderem bei der American Association of University Professors und der American Association of University Women, verließen die University of Illinois und fanden nach einigem Umherwandern (Josephine Mitchell war an den Westinhouse Research Laboratories und 1958 Associate Professor an der University of Pittsburgh) erst 1958 gemeinsam eine Stelle an die Pennsylvania State University, die damals als eine der wenigen amerikanischen Universitäten Ehepaare als Professoren akzeptierten. Ab 1968 bis zu ihrer Pensionierung 1982 war sie wie ihr Ehemann Professorin an der University at Buffalo. Zu ihren Ehren hinterließ ihr Ehemann in ihrem Namen ein Vermächtnis von 1,6 Millionen US-Dollar zur Unterstützung verschiedener Initiativen innerhalb des Fachbereichs Mathematik und Statistik der University of Alberta, darunter Stiftungen zur Finanzierung der Dr. Josephine M. Mitchell Library und der Dr. Josephine M. Mitchell graduate scholarships.
Das Ehepaar war gerne beim Wandern, Kanufahren und Studium von Wildpflanzen in der Natur unterwegs. Ihre Sammlung von Eskimo-Kunst vermachten sie der Carleton University.